# جيمي تشونغ
جيمي تشونغ (بالإنجليزية: Jamie Chung)‏ (ولدت في 10 أبريل 1983) ممثلة أمربكية معروفة ظهرت في عدد من برامج تلفزيون الواقع وبعض الأفلام.

## أعمالها
| عام  | عنوان                          | دور                  | ملاحظة                |
| ---- | ------------------------------ | -------------------- | --------------------- |
| 2007 | Katrina                        | Ella                 | TV film               |
| 2007 | أنا الآن أعلن أنكما تشاك ولاري | Hooters Girl         | Cameo                 |
| 2009 | Princess Protection Program    | Chelsea Barnes       | TV film; main villain |
| 2009 | دراغون بول إفولوشين            | Chi Chi              | Main role             |
| 2009 | Sorority Row                   | Clarie               | Supporting role       |
| 2009 | Burning Palms ‏                 | Ginny Bai            | Supporting role       |
| 2010 | البالغون (فيلم 2010)           | Amber Hilliard       | Supporting role       |
| 2011 | Sucker Punch ‏                  | Amber                | Main role             |
| 2011 | صداع الكحول الجزء الثاني       | Lauren, Stu's fiance | Supporting role       |
| 2011 | الرجل ذو القبضة الحديدية       | Lady Silk            |                       |
| 2012 | Premium Rush                   | Nima                 | Main role             |

| عام  | عنوان                                           | دور                      | ملاحظة       |
| ---- | ----------------------------------------------- | ------------------------ | ------------ |
| 2004 | The Real World: San Diego                       | Herself                  | 27 episodes  |
| 2005 | Real World/Road Rules Challenge: The Inferno II | Herself/Challenge Winner | 16 episodes  |
| 2006 | فيرونيكا مارس (مسلسل)                           | Flirting Girl            | 1 episode    |
| 2007 | Greek                                           | The Tri Pi Sister        | 2 episodes   |
| 2007 | أيام حياتنا                                     | Cordy Han                | 10 episodes  |
| 2007 | ER                                              | Jin Kim                  | 1 episode    |
| 2007 | '                                               | Misty                    | 1 episode    |
| 2008 | Greek                                           | Sienna                   | 1 episode    |
| 2008 | Samurai Girl ‏                                   | Heavan                   | Short Series |
| 2009 | كاسل (مسلسل)                                    | Romy                     | 1 episode    |

| عام  | عنوان                                   | دور    | ملاحظة |
| ---- | --------------------------------------- | ------ | ------ |
| 2009 | Command & Conquer Red Alert 3: Uprising | Takara |        |

سي اس آي: نيويورك

## روابط خارجية
- جيمي تشونغ على موقع IMDb (الإنجليزية)
- جيمي تشونغ على موقع روتن توميتوز (الإنجليزية)
- جيمي تشونغ على موقع ألو سيني (الفرنسية)
- جيمي تشونغ على موقع أول موفي (الإنجليزية)
- جيمي تشونغ على موقع بوكس أوفيس موجو (الإنجليزية)
- جيمي تشونغ على موقع قاعدة بيانات الأفلام السويدية (السويدية)
- جيمي تشونغ على موقع قاعدة بيانات الفيلم (الإنجليزية)
- جيمي تشونغ على موقع كينوبويسك (الروسية)